# Bielawa (Grande-Pologne)
Pour les articles homonymes, voir Bielawa (homonymie).
Bielawa (prononciation : [bjɛˈlava]) est un village polonais de la gmina de Złotów dans le powiat de Złotów de la voïvodie de Grande-Pologne dans le centre-ouest de la Pologne.
Il se situe à environ 12 kilomètres au nord-ouest de Złotów (siège de la gmina et du powiat), et à 117 kilomètres au nord de Poznań (capitale de la Grande-Pologne).
Le village possède une population de 110 habitants.

## Histoire
De 1975 à 1998, le village faisait partie du territoire de la voïvodie de Piła.

Depuis 1999, Bielawa est situé dans la voïvodie de Grande-Pologne.